# Конфликт (психология)
Конфли́кт (от лат. conflictus — столкновение) определяется в психологии как отсутствие согласия между двумя или более сторонами. В случае межличностного конфликта под сторонами понимаются лица или группы, а в случае внутриличностного — установки, ценности, идеи одного субъекта.

## История понятия
Существует обыденное представление, что конфликт — это всегда негативное явление, вызывающее угрозы, враждебность, обиды, непонимание, то есть это нечто такое, чего по возможности следует избегать. Представители ранних научных школ управления тоже считали, что конфликт — это признак неэффективной деятельности организации и плохого управления. Впрочем, в настоящее время теоретики и практики управления все чаще склоняются к той точке зрения, что некоторые конфликты даже в самой эффективной организации при самых лучших взаимоотношениях сотрудников не только возможны, но и желательны. Надо только управлять конфликтом. Можно найти множество различных определений конфликта, но все они подчёркивают наличие противоречия, которое принимает форму разногласий, если речь идёт о взаимодействии людей.

## Классификация конфликтов
| Признак классификации                              | Виды конфликтов |
| -------------------------------------------------- | --- |
| По действию на функционирование группы/организации | - Конструктивные (функциональные) - Деструктивные (дисфункциональные)                                                                 |
| По содержанию                                      | - Реалистические (предметные) - Ценностные конфликты, когда участники имеют несовместимые ценности - Нереалистические (беспредметные) |
| По характеру участников                            | - Внутриличностные - Межличностные - Между личностью и группой - Межгрупповые - Социальные                                            |

Конструктивные (функциональные) конфликты приводят к принятию обоснованных решений и способствуют развитию взаимоотношений.
Выделяют следующие основные функциональные последствия конфликтов для организации:
1. Проблема решается таким путём, который устраивает все стороны, и все чувствуют себя причастными к её решению.
2. Совместно принятое решение быстрее и лучше претворяется в жизнь.
3. Стороны приобретают опыт сотрудничества при решении спорных вопросов.
4. Практика разрешения конфликтов между руководителем и подчинёнными разрушает так называемый «синдром покорности» — страх открыто высказывать своё мнение, отличающееся от мнения старших по должности.
5. Улучшаются отношения между людьми.
6. Люди перестают рассматривать наличие разногласий как «зло», всегда приводящее к дурным последствиям.

Деструктивные (дисфункциональные) конфликты препятствуют эффективному взаимодействию и принятию решений.
Основными дисфункциональными последствиями конфликтов являются:
1. Непродуктивные, конкурентные отношения между людьми.
2. Отсутствие стремления к сотрудничеству, добрым отношениям.
3. Представление об оппоненте, как о «враге», его позиции — только как об отрицательной, а о своей позиции — как об исключительно положительной.
4. Сокращение или полное прекращение взаимодействия с противоположной стороной.
5. Убеждение, что «победа» в конфликте важнее, чем решение реальной проблемы.
6. Чувство обиды, неудовлетворённость, плохое настроение.

Реалистические конфликты вызываются неудовлетворением определённых требований участников или несправедливым, по мнению одной или обеих сторон, распределением между ними каких-либо преимуществ.
Нереалистические конфликты имеют своей целью открытое выражение накопившихся отрицательных эмоций, обид, враждебности, то есть острое конфликтное взаимодействие становится здесь не средством достижения конкретного результата, а самоцелью.
Внутриличностный конфликт имеет место тогда, когда отсутствует согласие между различными психологическими факторами внутреннего мира личности: потребностями, мотивами, ценностями, чувствами и так далее. Такие конфликты, связанные с работой в организации, могут принимать различные формы, однако чаще всего это ролевой конфликт, когда различные роли человека предъявляют к нему различные требования. Например, будучи хорошим семьянином (роль отца, матери, жены, мужа и так далее), человек должен вечера проводить дома, а положение руководителя может обязывать его задерживаться на работе. Здесь причина конфликта — рассогласование личных потребностей и требований производства.
Межличностный конфликт — это самый распространённый тип конфликта. В организациях он проявляется по-разному. Однако причина конфликта — это не только различия в характерах, взглядах, манерах поведения людей (то есть субъективные причины), чаще всего в основе таких конфликтов лежат объективные причины. Чаще всего это борьба за ограниченные ресурсы (материальные средства, оборудование, производственные площади, рабочую силу и тому подобное). Каждый считает, что в ресурсах нуждается именно он, а не кто-то другой. Конфликты возникают также между руководителем и подчинённым, например, когда подчинённый убеждён, что руководитель предъявляет к нему непомерные требования, а руководитель считает, что подчинённый не желает работать в полную силу.
Конфликт между личностью и группой возникает тогда, когда кто-либо из членов организации нарушает нормы поведения или общения, сложившиеся в неформальных группах. К этому виду относятся и конфликты между группой и руководителем, которые протекают наиболее тяжело при авторитарном стиле руководства.
Межгрупповой конфликт — это конфликт между формальными и (или) неформальными группами, из которых состоит организация. Например, между администрацией и рядовыми работниками, между работниками различных подразделений, между администрацией и профсоюзом.
Социальный конфликт — это возникновение противоречия между какими-либо составляющими социальной структуры (людьми, социальных групп) или столкновение по причине сходства желания обладать чем-либо ценным для конфликтующих сторон. Субъекты конфликта (участники): Подстрекатели.

## Причины конфликтов

### Конфликты в организациях
Общие и частные.
Можно выделить несколько основных причин конфликтов в организациях.
- Распределение ресурсов. В любых организациях, даже самых крупных и богатых, ресурсы всегда ограничены. Необходимость их распределять практически всегда приводит к конфликтам, так как люди всегда хотят получать не меньше, а больше, и собственные потребности всегда кажутся более обоснованными.
- Взаимозависимость задач. Если один человек (или группа) зависит от другого человека (или группы) в выполнении задачи, то это всегда возможность для конфликтов. Например, руководитель подразделения объясняет низкую производительность труда своих подчинённых неспособностью ремонтной службы быстро и качественно ремонтировать оборудование. Ремонтники же, в свою очередь, жалуются на нехватку специалистов и винят отдел кадров, который не может принять на работу новых работников.
- Различия в целях. Вероятность такой причины возрастает по мере увеличения организации, когда она разбивается на специализированные подразделения. Например, отдел сбыта может настаивать на расширении ассортимента продукции, ориентируясь на потребности рынка, а производственные подразделения заинтересованы в увеличении объёма выпуска существующей номенклатуры изделий, поскольку освоение новых видов связано с объективными трудностями.
- Различия в способах достижения целей. Очень часто руководители и непосредственные исполнители могут иметь разные взгляды на пути и способы достижения общих целей даже при отсутствии противоречивых интересов. При этом каждый считает, что его решение самое лучшее, и это является основой для конфликта.
- Неудовлетворительные коммуникации. Неполная или неточная информация или отсутствие необходимой информации часто является не только причиной, но и деструктивным следствием конфликта.
- Различие в психологических особенностях являются ещё одной причиной возникновения конфликтов. Она отнюдь не главная и основная, но игнорировать роль психологических особенностей тоже нельзя. Каждый человек обладает определёнными личностными особенностями: темпераментом, характером, потребностями, установками, привычками и так далее. Каждый человек своеобразен и уникален. Однако порой психологические различия участников совместной деятельности бывают столь велики, что мешают её осуществлению и повышают вероятность возникновения всех типов конфликтов. В таком случае можно говорить о психологической несовместимости людей.

## Конфликтогенез
Конфликтогенез — это процесс возникновения и развития современных конфликтных форм общества, накладывающих отпечаток, а нередко прямо детерминирующих направленность и содержание эволюции в целом. Конфликтогенез представляет собой непрерывный диалектический процесс зарождения, развития и модернизации существующей социальной реальности через своё ядро — конфликт.

## Управление конфликтами
Наличие многочисленных причин конфликтов увеличивает вероятность их возникновения, но совсем не обязательно приводит к конфликтному взаимодействию. Иногда потенциальные выгоды от участия в конфликте не стоят затрат. Однако, вступив в конфликт, каждая из сторон, как правило, начинает делать все для того, чтобы была принята её точка зрения, и мешает другой стороне делать то же самое. Поэтому в таких случаях необходимо управлять конфликтами, чтобы сделать их последствия функциональными (конструктивными) и уменьшить количество дисфункциональных (деструктивных) последствий, что, в свою очередь, повлияет на вероятность возникновения последующих конфликтов.
Различают структурные (организационные) и межличностные способы управления конфликтами.
К структурным методам относят:
- Чёткую формулировку требований, то есть разъяснение требований к результатам работы как каждого конкретного работника, так и подразделения в целом, наличие ясно и однозначно сформулированных прав и обязанностей, правил и выполнения работы.
- Использование координирующих механизмов, то есть строгое соблюдение принципа единоначалия, когда подчинённый знает, чьи требования он должен выполнять, а также создание специальных интеграционных служб, которые должны увязывать между собой цели различных подразделений.
- Установление общих целей и формирование общих ценностей, то есть информирование всех работников о политике, стратегии и перспективах организации, а также о состоянии дел в различных подразделениях.
- Использование системы поощрений, которая основана на критериях эффективности работы, исключающая столкновение интересов различных подразделений и работников.

## Стратегии поведения в конфликтных ситуациях
Кеннет Томас совместно с Ральфом Киллменом выделяют пять основных стратегий поведения в конфликтных ситуациях:

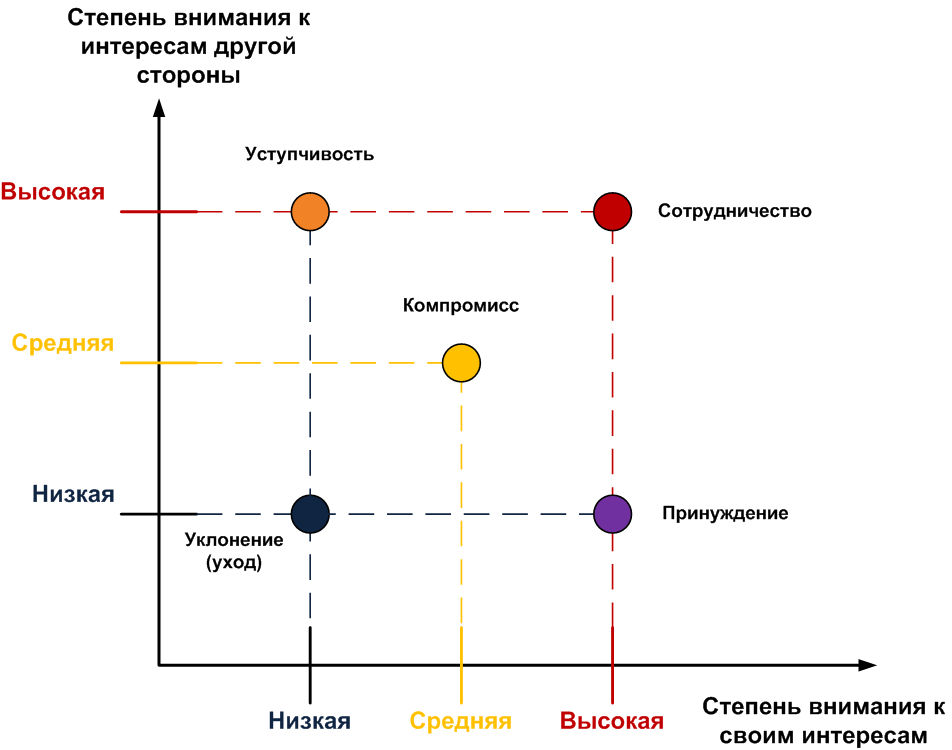
Стратегии поведения участников конфликта

- Борьба (принуждение), когда участник конфликта пытается заставить принять свою точку зрения во что бы то ни стало, его не интересуют мнения и интересы других. Обычно такая стратегия приводит к ухудшению отношений между конфликтующими сторонами. Данная стратегия может быть эффективной, если она используется в ситуации, угрожающей существованию организации или препятствующей достижению ею своих целей.
- Уход (уклонение), когда человек стремится уйти от конфликта. Такое поведение может быть уместным, если предмет разногласий не представляет большой ценности или если сейчас нет условий для продуктивного разрешения конфликта, а также тогда, когда конфликт не является реалистическим.
- Приспособление (уступчивость), когда человек отказывается от собственных интересов, готов принести их в жертву другому, пойти ему навстречу. Такая стратегия может быть целесообразной, когда предмет разногласий имеет для человека меньшую ценность, чем взаимоотношения с противоположной стороной. Тем не менее если данная стратегия станет для руководителя доминирующей, то он скорее всего не сможет эффективно руководить подчинёнными.
- Компромисс. Когда одна сторона принимает точку зрения другой, но лишь до определённой степени. При этом поиск приемлемого решения осуществляется за счёт взаимных уступок.

Способность к компромиссу в управленческих ситуациях высоко ценится, так как уменьшает недоброжелательность и позволяет относительно быстро разрешить конфликт. Однако компромиссное решение может впоследствии привести к неудовлетворённости из-за своей половинчатости и стать причиной новых конфликтов.
- Сотрудничество, когда участники признают право друг друга на собственное мнение и готовы его понять, что даёт им возможность проанализировать причины разногласий и найти приемлемый для всех выход. При этом установку на сотрудничество обычно формулируют так: «Не ты против меня, а мы вместе против проблемы».